# باغ گیاه‌شناسی سوان
باغ گیاه‌شناسی سوان (ارمنی: Սևանի բուսաբանական այգի) یک باغ گیاه‌شناسی در شمال کشور ارمنستان که در نزدیکی محله تساماکابرد در شهرک سوان (ارمنستان) واقع شده‌است این باغ در سال ۱۹۴۴ بنا گردیده است. تحت نظارت فرهنگستان ملی علوم ارمنستان اداره می‌شود.
در ارتفاع ۲۰۰۰ متری از سطح دریا با آب و هوای خشک قاره‌ای واقع شده‌است.
این باغ دارای ۶۵۰ گونه گیاهی (شامل ۲۲۵ گونه درختی از ارمنستان، آمریکای شمالی، آسیا، اروپای مرکزی و شرفی، مدیترانه، هیمالیا است.

## نگارخانه

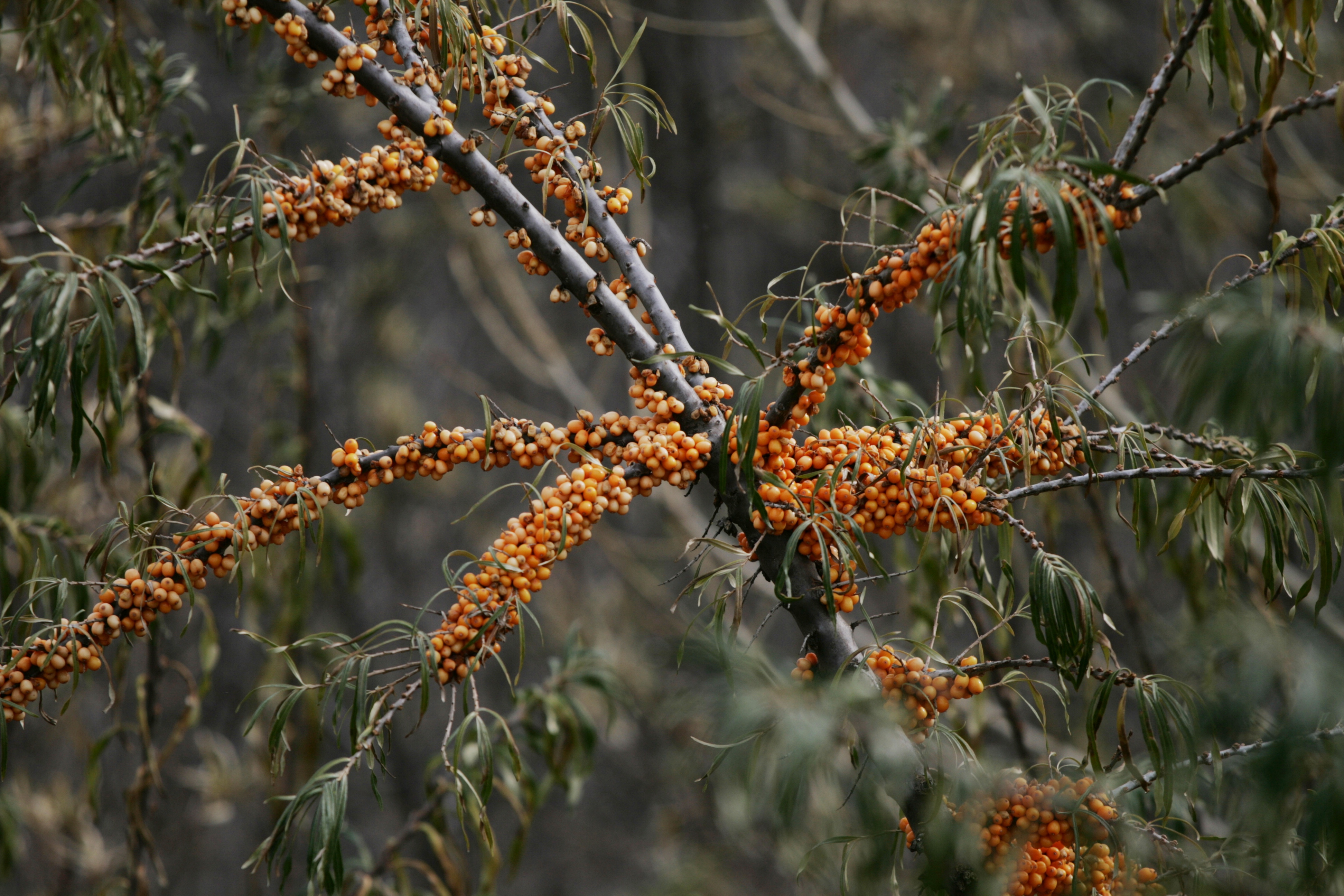
سنجد تلخ
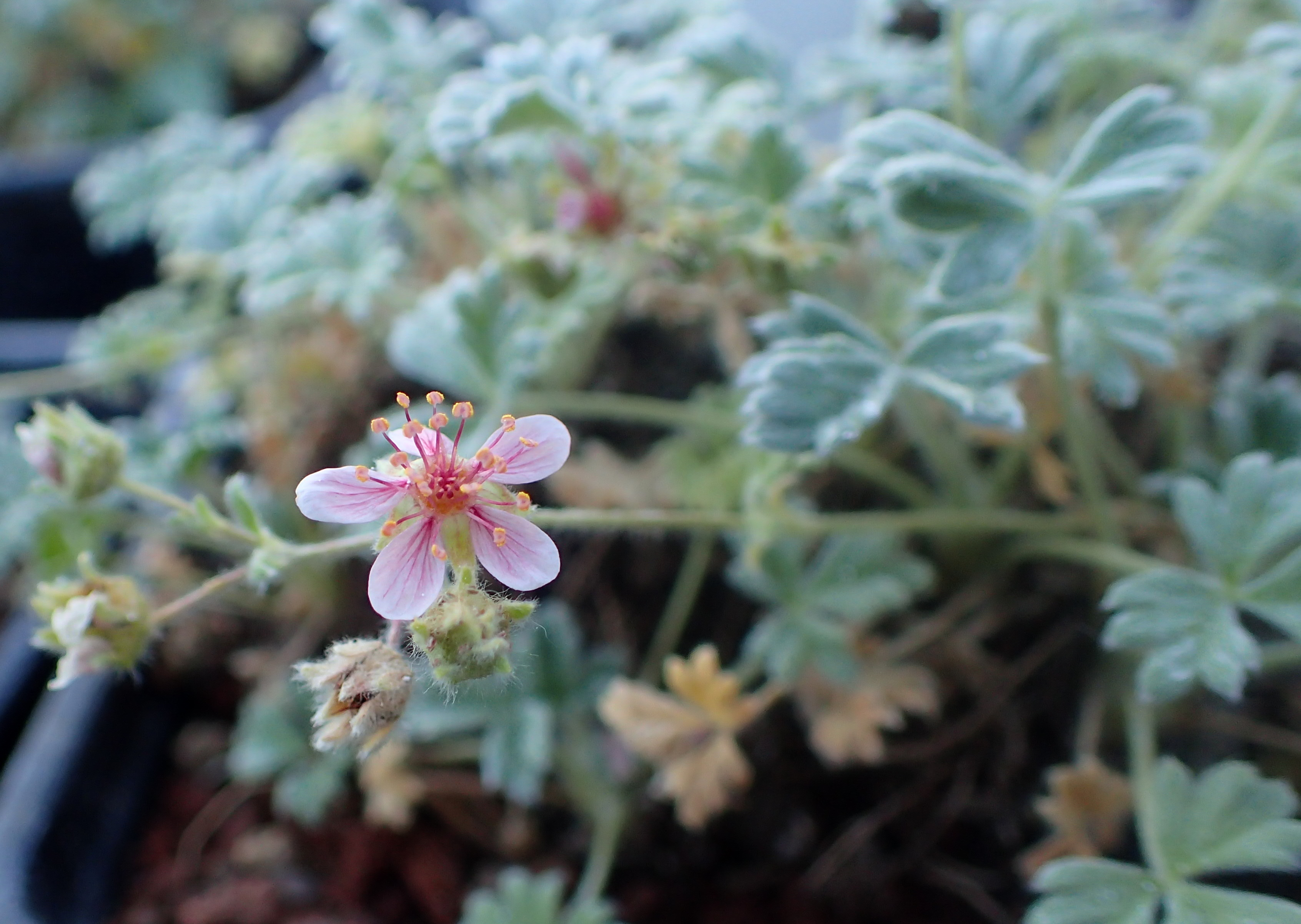
Potentilla porphyrantha
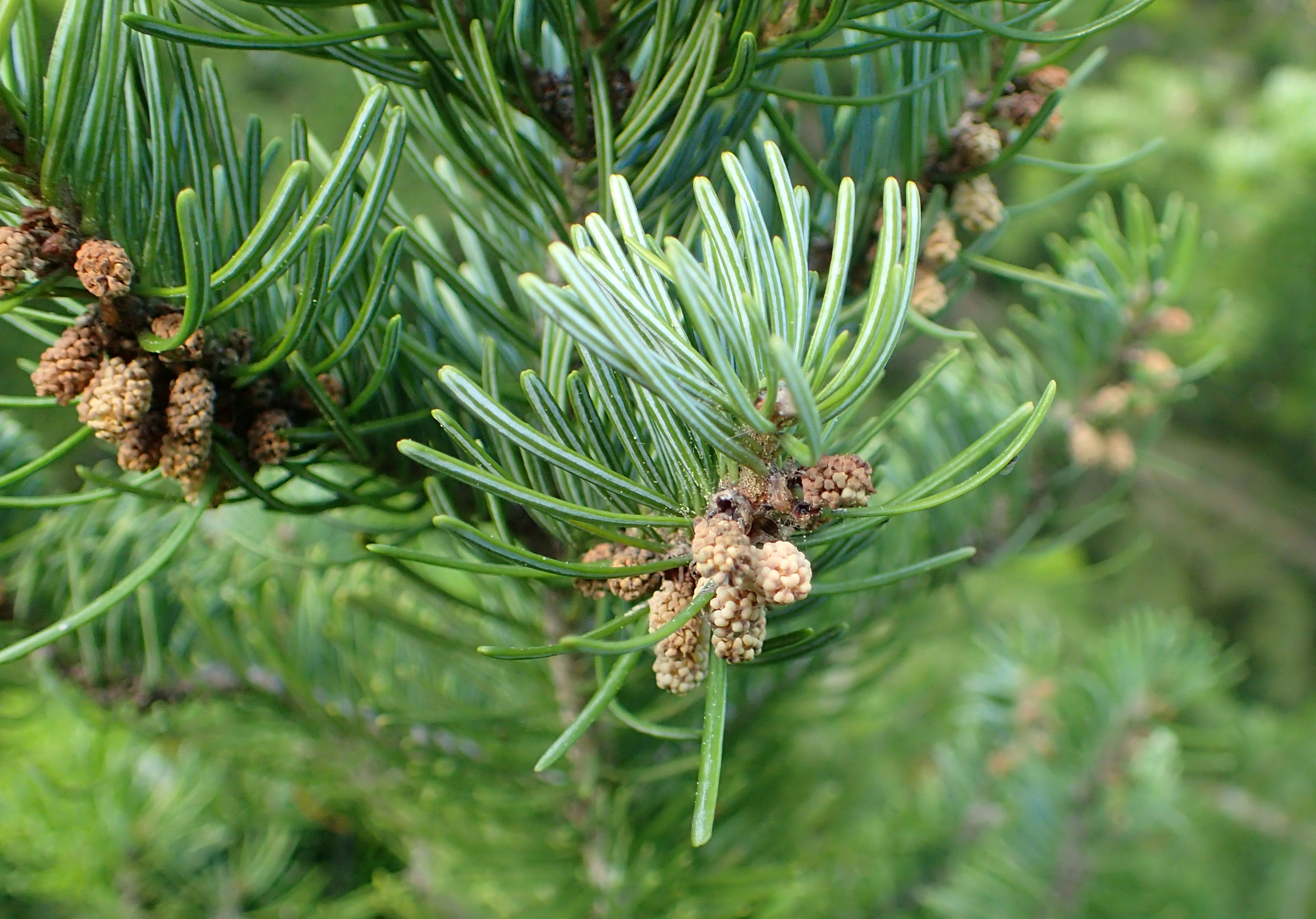
نراد سیبری
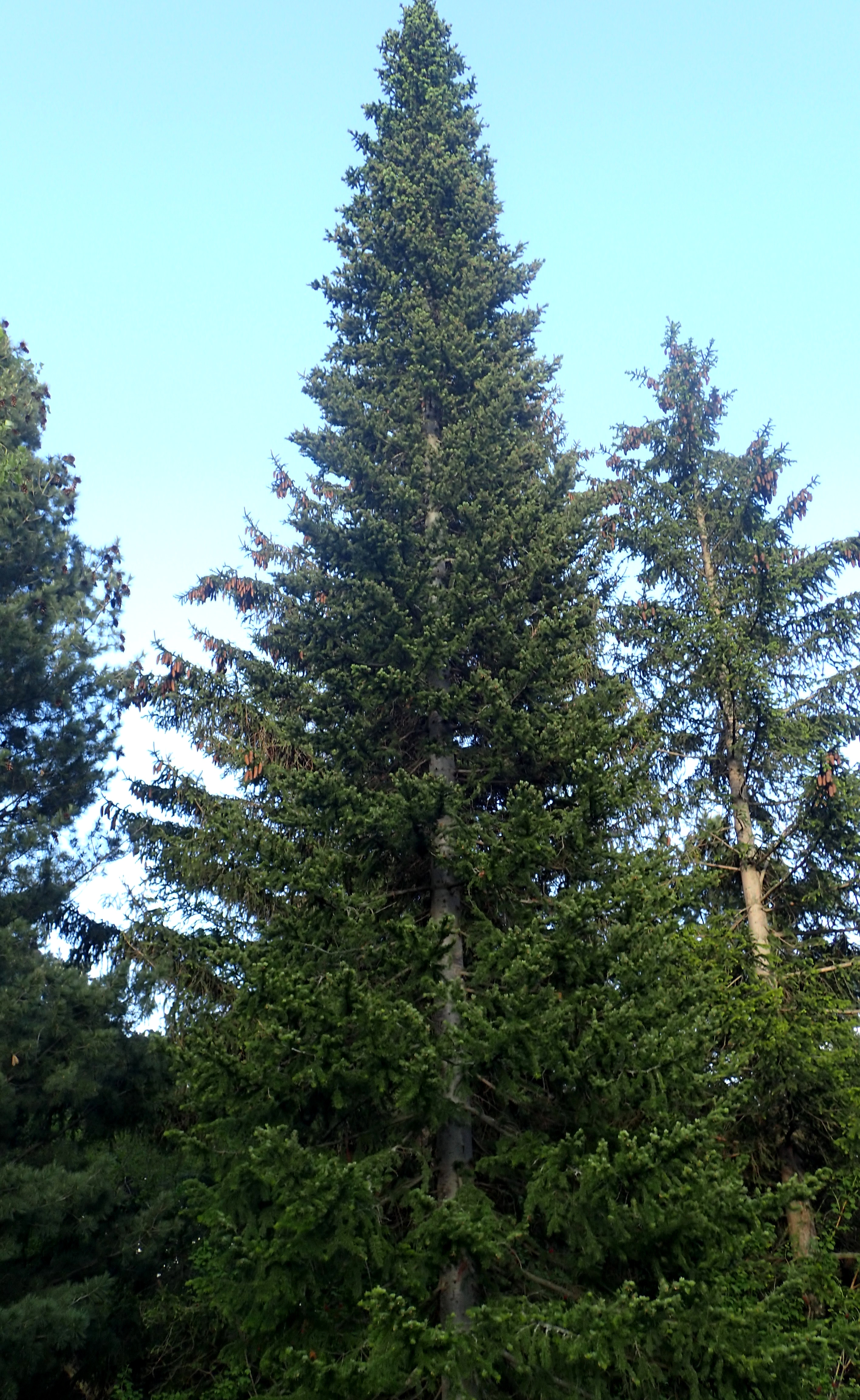
درخت نراد سیبری